# Чернявське (заказник)
Чернявське — ландшафтний заказник місцевого значення. Об'єкт розташований на території Ковельського району Волинської області, ДП «Ковельське ЛГ», Замшанське лісництво, квартали 39—41.
Площа — 262 га, статус отриманий у 1996 році.
Статус надано з метою охорони та збереження у природному стані високопродуктивних дубовох-соснови насаджень, у трав'яному покриві яких зростають рідкісні види рослин, занесені до Червоної книги України та регіонального червоного списку: підсніжник білосніжний (Galanthus nivalis), цибуля ведмежа (Allium ursinum), осока затінкова (Carex umbrosa). Трапляється жовна чорна (Dryocopus martius) – найбільший європейський дятел довжиною 45 см, розмахом крил 65–75 см вугільно-чорного забарвлення. Вид зазвичай мешкає у старих високостовбурних лісах, харчуючись комахами.

## Галерея

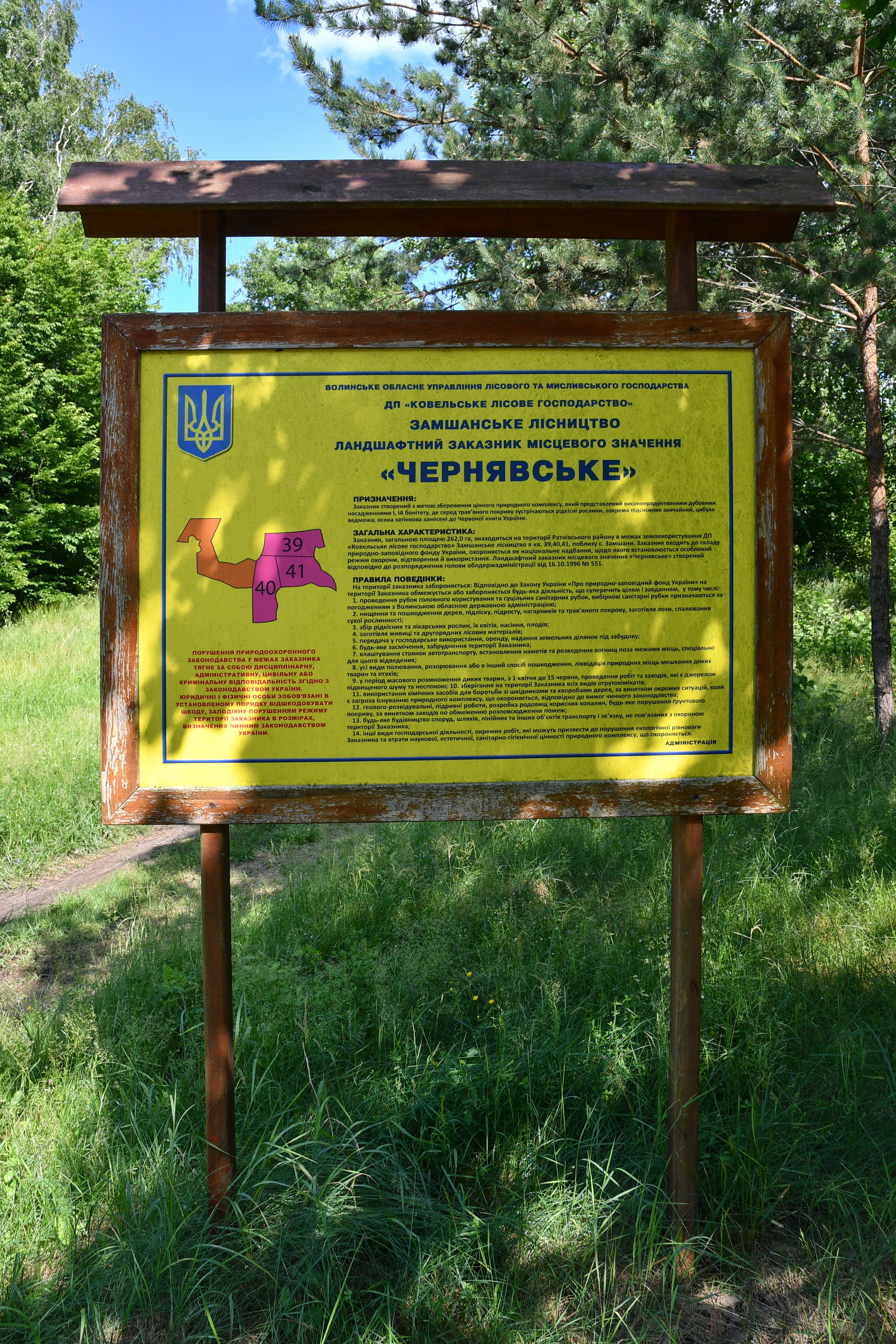
Інформаційна дошка
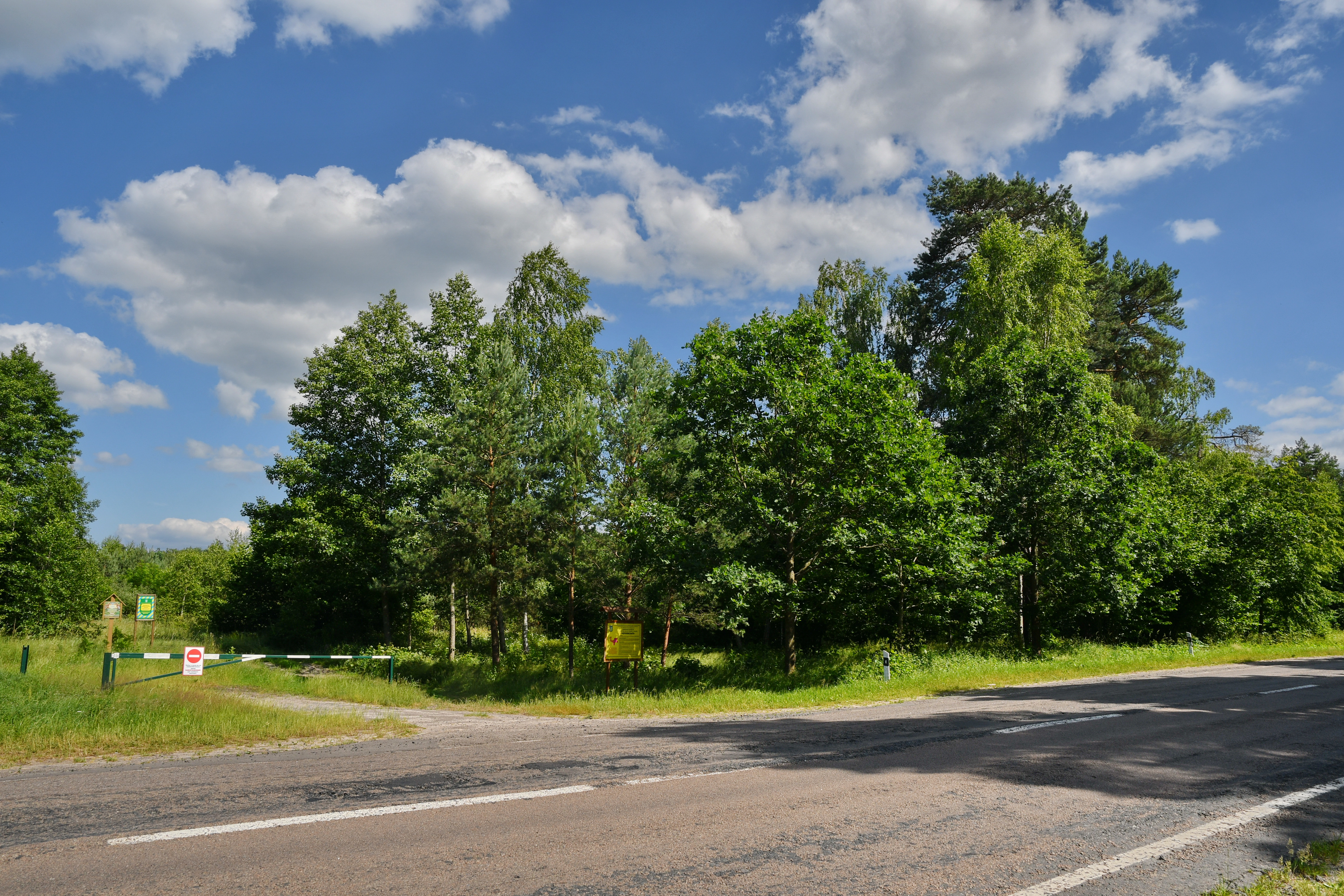
Вигляд з дороги
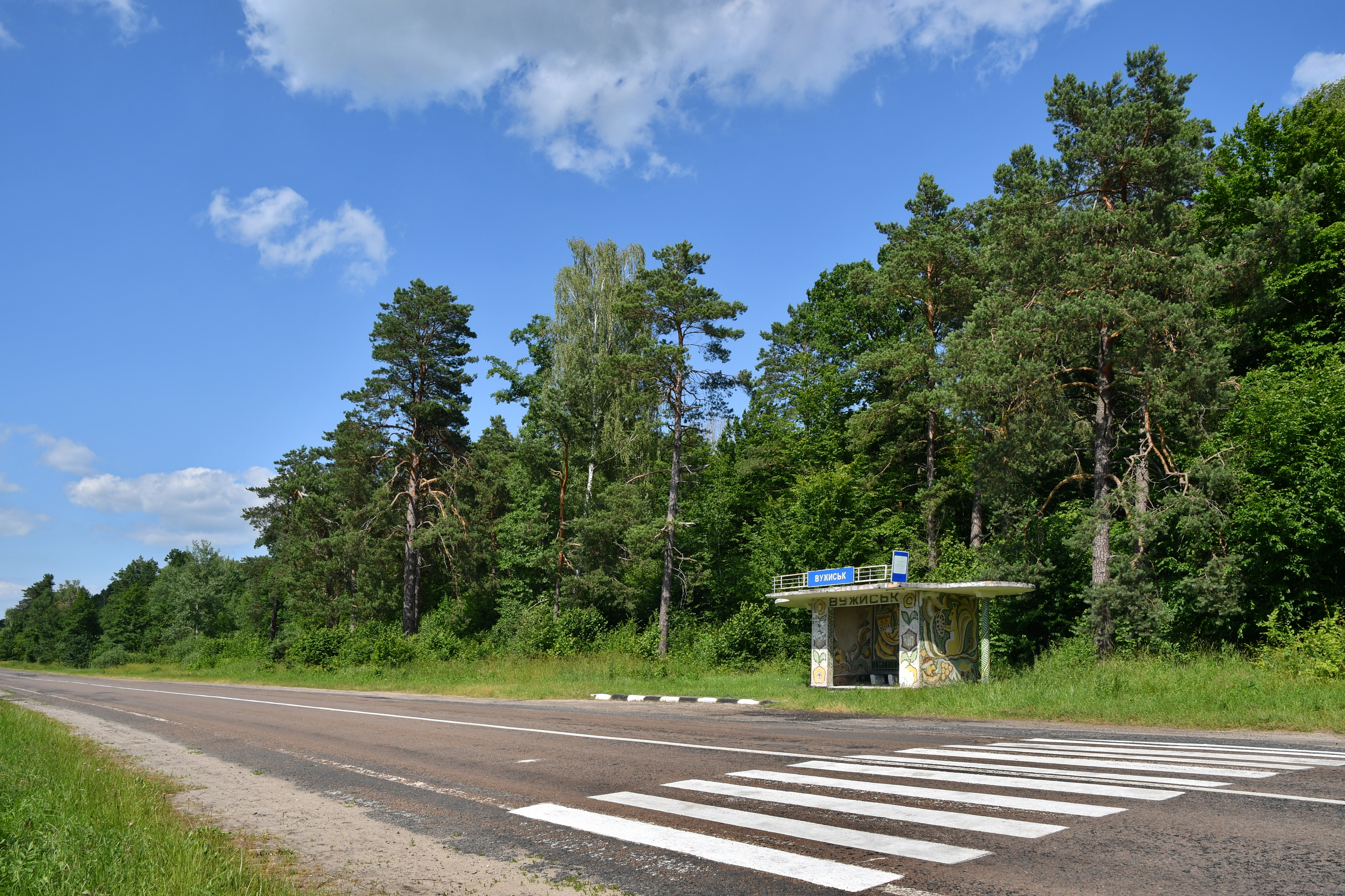
Вигляд з дороги
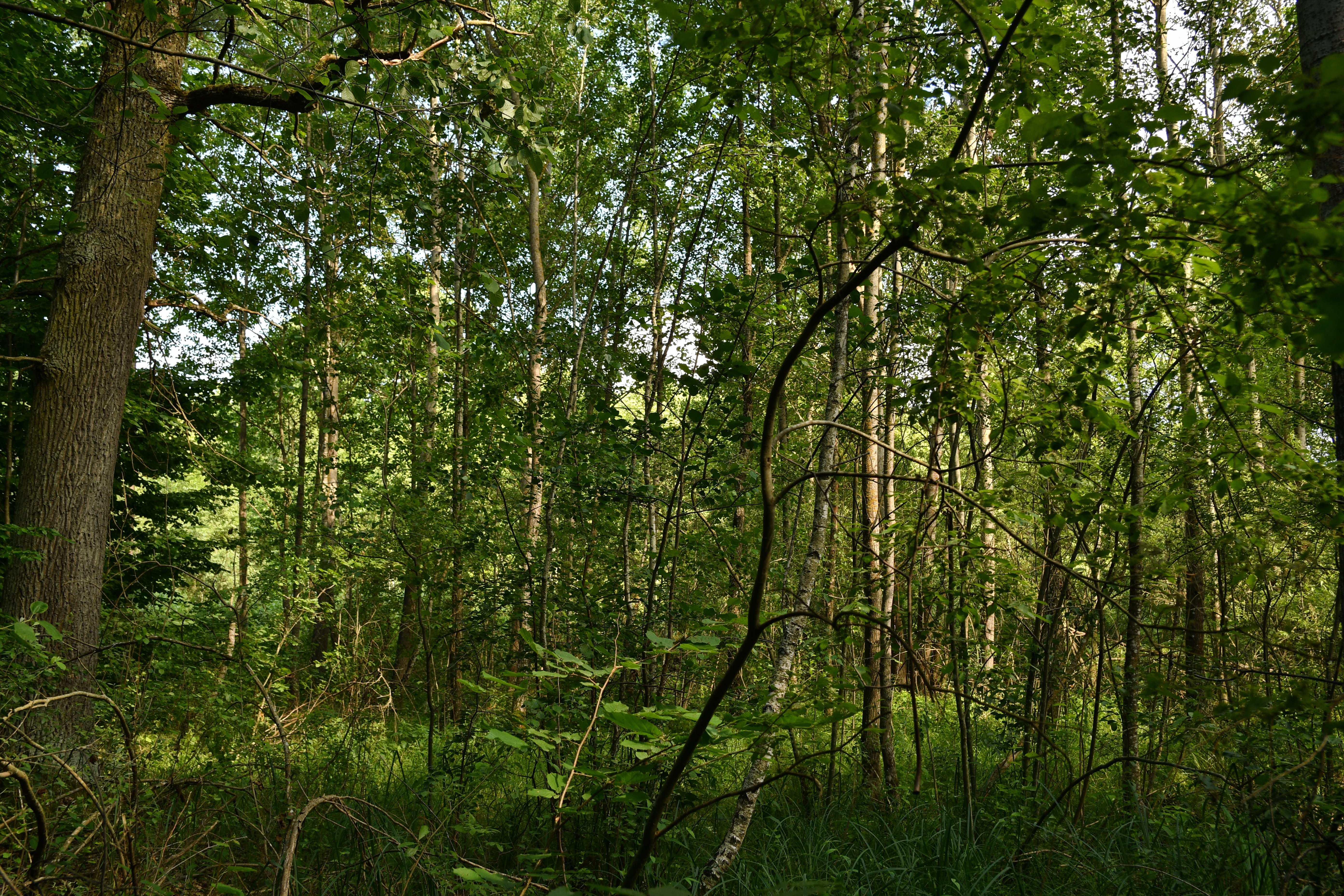
Загальний вигляд